# تپه کوشک (درگز)
تپه کوشک مربوط به دوره تاریخی است و در شهرستان درگز، شهر درگز - مجاور خیابان کوشک و خیابان‌های آزادی و مدرس مابین خانه‌های مسکونی واقع شده و این اثر در تاریخ ۱۰ دی ۱۳۸۱ با شمارهٔ ثبت ۶۷۲۶ به‌عنوان یکی از آثار ملی ایران به ثبت رسیده‌است.